# Бутович, Алексей Петрович
Алексей Петрович Бутович (1759—1829) — губернатор Черниговской (1813—1818) и Витебской (1818—1823) губерний.

## Биография
Родился в 1759 году в семье дворян Черниговской губернии, происходивших от войскового товарища Ивана Богдановича Бутовича — один из сыновей Петра Степановича Бутовича и Анастасии Ивановны — дочери Ивана Ивановича Рейха .
В службу вступил в 1773 году.
С должности Полтавского губернского прокурора 18 декабря 1809 года он был утверждён вице-губернатором Черниговской губернии; 13 июля 1813 года А. П. Бутович в чине действительного статского советника был назначен на должность губернатора. Он столкнулся со многими проблемами: кризис мелких помещичьих хозяйств, крестьянское безземелье, рост помещичьих и крестьянских долгов. Ему пришлось поддерживать помещичье предпринимательство: сахароварение, суконное производство. Крестьяне отказывались подчиняться своим помещикам: жгли усадьбы, даже брали в руки оружие. Как губернатор А. П. Бутович унимал конфликты, достоверных фактов не сохранилось. За время губернаторского правления Бутовича были построены здания Нежинского лицея, а в Новгороде-Северском — торговые ряды; в Чернигове открыто уездное духовное училище, в ряде городов — начальные училища. Его деятельность на должности губернатора была замечена и в 1817 году он был произведён в действительные статские советники.
С 24 мая 1818 года он был назначен губернатором Витебской губернии и оставался на этой должности до 1823 года.
19 октября 1821 года награждён орденом Святой Анны 1-й степени.
Умер в 1829 году.

## Семья
Был женат на Анастасии Петровне, урождённой Юркевич. У них родились дети: Захарий (род. 1795), Илья (род. 1798), Анна (1801—1835; в замужестве Савицкая) и Софья (1806—1890; в замужестве за корнетом Евгением Павловичем Томара).